# Henry Vane, II conde de Darlington
[Henry Vane, II conde de Darlington (1726 - 8 de septiembre de 1792) fue un noble inglés.
Era el hijo de Henry Vane, I conde de Darlington y Grace Fitzroy. Fue educado en Christ Church, Oxford, graduándose como el maestro de arte el 3 de julio de 1749. 
HSe ingresó en la armada inglesa en 1745, alcanzando el puesto de teniente coronel en 1750. Se retiró en junio de 1758, tras haber heredado el condado de su padre. Desde entoncez ocupó el puesto de Teniente General del Condado de Durham hasta su muerte, Governor of Carlisle from en 1763 se le nombró gobernador de Caslisle y maestro de las joyas de la corona, ocupando este último solo hasta 1782.
Desde 1749 hasta 1753 fue un miembro whig del parlamento como diputado por Downton, desde entonces se mantendría hasta 1758 por el Condado de Durham.
Habiendo heredado el castillo de Raby, en el Condado de Durham, junto a la herencia paterna, continuó el trabajo para convertirlo en una mansión familiar con la ayuda del arquitecto John Carr.
Se casó con Margaret Lowther, hija de Robert Lowther, gobernador de Barbados, el 19 de marzo de 1757 en Londres. Tuvieron tres hijos:
- Lady Grace Vane (1757), murió en la indfancia.
- Lady Elizabeth Vane (175 - 1765), murió joven.
- William Vane, I duque de Cleveland (1766 - 1842)

Henrym murió en 1792 en el castillo de Raby, donde fue enterrado. Fue sucedido por su único hijo superviviente, William, que más tarde sería duque de Cleveland.